# Harrods
Harrods este un magazin cu numeroase departamente aflat pe strada Brompton în Knightsbridge, Londra, Anglia. Marca Harrods se aplică și altor întreprinderi preluate de grupul Harrods de companii care includ Banca Harrods, Terenurile Harrods, Aviația Harrods și Avioanele Harrods. Rețeaua Harrods furnizează produse în 40 de state.